# Diplycosia salicifolia
Diplycosia salicifolia är en ljungväxtart som beskrevs av Herman Otto Sleumer. Diplycosia salicifolia ingår i släktet Diplycosia och familjen ljungväxter. Utöver nominatformen finns också underarten D. s. gigantea.